# Seventeen Days
Seventeen Days — третій студійний альбом американського гурту 3 Doors Down. Виданий 8 лютого 2005 року на Universal Records. Це був перший альбом гурту за три роки після виходу платівки Away from the Sun. Затримка з виходом була спричинена зайнятістю колективу через щільний концертний графік. Незабаром після релізу альбом досягнув першого місця у чарті Billboard 200. Через місяць альбом досяг платинового статусу за версією RIAA. Боб Сігер співає дуетом з Бредом Арнольдом у пісні Landing in London.

## Список пісень
Автор музики і слів 3 Doors Down. 
| Seventeen Days | Seventeen Days                                          | Seventeen Days |
| #              | Назва                                                   | Тривалість     |
| -------------- | ------------------------------------------------------- | -------------- |
| 1.             | «Right Where I Belong»                                  | 2:31           |
| 2.             | «It's Not Me»                                           | 3:14           |
| 3.             | «Let Me Go»                                             | 3:52           |
| 4.             | «Be Somebody»                                           | 3:15           |
| 5.             | «Landing in London»                                     | 4:31           |
| 6.             | «The Real Life»                                         | 3:52           |
| 7.             | «Behind Those Eye»                                      | 4:19           |
| 8.             | «Never Will I Break»                                    | 3:50           |
| 9.             | «Father's Son»                                          | 4:12           |
| 10.            | «Live for Today»                                        | 3:47           |
| 11.            | «My World»                                              | 3:00           |
| 12.            | «Here by Me»                                            | 3:47           |
| 13.            | «Here Without You» (інструментальна версія, бонус трек) | 3:52           |
| 14.            | «Here Without You» (інструментальна версія, бонус трек) | 3:45           |
| 44:29          |                                                         |                |

| Бонус-треки у британському виданні | Бонус-треки у британському виданні | Бонус-треки у британському виданні |
| #                                  | Назва                              | Тривалість                         |
| ---------------------------------- | ---------------------------------- | ---------------------------------- |
| 13.                                | «Let Me Go (Acoustic Version)»     |                                    |

| Бонус-треки у iTunes виданні | Бонус-треки у iTunes виданні     | Бонус-треки у iTunes виданні |
| #                            | Назва                            | Тривалість                   |
| ---------------------------- | -------------------------------- | ---------------------------- |
| 13.                          | «Be Somebody (Acoustic Version)» |                              |

## Чарт
| Чарти (2005—2006)                                  | Найвища позиція |
| -------------------------------------------------- | --------------- |
| Australian Albums (ARIA)                           | 54              |
| Австрія Austrian Albums (Ö3 Austria)               | 12              |
| Бельгія Belgian Albums (Ultratop Flanders)         | 56              |
| Канада Canadian Albums (Billboard)                 | 6               |
| Данія Danish Albums (Hitlisten)                    | 14              |
| Нідерланди Dutch Albums (MegaCharts)               | 26              |
| Фінляндія Finnish Albums (Suomen virallinen lista) | 17              |
| Франція French Albums (SNEP)                       | 198             |
| Німеччина German Albums (Offizielle Top 100)       | 6               |
| Португалія Portuguese Albums (AFP)                 | 27              |
| Швеція Swedish Albums (Sverigetopplistan)          | 11              |
| Швейцарія Swiss Albums (Schweizer Hitparade)       | 15              |
| США Billboard 200                                  | 1               |

| Чарт (2005)                        | Позиція |
| ---------------------------------- | ------- |
| German Albums (Offizielle Top 100) | 72      |
| US Billboard 200                   | 44      |

## Сертифікації
| Регіон | Сертифікація | Продажі    |
| --- | ------------ | ---------- |
| Канада (Music Canada)                                                                                            | Золотий      | 50 000^    |
| Німеччина (BVMI)                                                                                                 | Золотий      | 100 000    |
| США (RIAA) | Платиновий   | 1 000 000^ |
| ^відвантаження, що базуються лише на сертифікаціях · продажі+прослуховування, що базуються лише на сертифікаціях |              |            |